# Kanton Ligueil
Ligueil is een voormalig kanton van het Franse departement Indre-et-Loire. Het kanton maakte deel uit van het arrondissement Loches. Het werd opgeheven bij decreet van 18 februari 2014 met uitwerking op 22 maart 2015.

## Gemeenten
Het kanton Ligueil omvatte de volgende gemeenten:
- Bossée
- Bournan
- La Chapelle-Blanche-Saint-Martin
- Ciran
- Esves-le-Moutier
- Ligueil (hoofdplaats)
- Louans
- Le Louroux
- Manthelan
- Mouzay
- Saint-Senoch
- Varennes
- Vou